# Xynonia
Xynonia là một chi bướm đêm thuộc họ Geometridae.